# Campionat britànic de motocròs
El Campionat britànic de motocròs (en anglès: British Motocross Championship, abreujat MXGB), regulat per la federació britànica de motociclisme, ACU, és la màxima competició de motocròs que es disputa al Regne Unit.
El motocròs compta amb una llarga història al Regne Unit, no debades fou allà on s'inventà aquest esport en data tan reculada com el 1924, amb el nom inicial de scramble. Des d'aleshores, se'n celebraren nombroses competicions arreu del territori amb gran acceptació i, durant dècades, Gran Bretanya -i més concretament, Anglaterra- fou el bressol dels millors pilots mundials de motocròs. El 1951, quan ja feia molts anys que s'organitzaven aquestes curses setmanals, l'ACU n'instaurà la primera competició d'abast estatal, l'ACU Scramble Drivers' Star, que durà fins a 1965, passant a anomenar-se oficialment British Motocross Championship a partir de 1966.
Des del moment de la seva instauració, el Campionat del Regne Unit ha estat una de les competicions de motocròs de referència internacional i molts dels seus campions han guanyat sovint simultàniament el Campionat d'Europa o del món, com és ara el cas de Jeff Smith i Dave Bickers a la dècada del 1960, Graham Noyce a la del 1970 o els més actuals David Thorpe i James Dobb.

## Llista de guanyadors
Font:

### Primera etapa (1951-1974)
| Ed.  | Any  | 500 cc                            | 500 cc                            |
| Ed.  | Any  | Campió                            | Motocicleta                       |
| ---- | ---- | --------------------------------- | --------------------------------- |
| I    | 1951 | Geoff Ward                        | AJS                               |
| II   | 1952 | John Avery                        | BSA                               |
| III  | 1953 | Geoff Ward                        | AJS                               |
| IV   | 1954 | Geoff Ward                        | AJS                               |
| V    | 1955 | Jeff Smith                        | BSA                               |
| VI   | 1956 | Jeff Smith                        | BSA                               |
| -    | 1957 | Suspès per racionament de benzina | Suspès per racionament de benzina |
| VII  | 1958 | Dave Curtis                       | Matchless                         |
| VIII | 1959 | Arthur Lampkin                    | BSA                               |

| Ed.   | Any  | 500 cc       | 500 cc        | 250 cc         | 250 cc      |
| Ed.   | Any  | Campió       | Motocicleta   | Campió         | Motocicleta |
| ----- | ---- | ------------ | ------------- | -------------- | ----------- |
| IX    | 1960 | Jeff Smith   | BSA           | Dave Bickers   | Greeves     |
| X     | 1961 | Jeff Smith   | BSA           | Arthur Lampkin | BSA         |
| XI    | 1962 | Jeff Smith   | BSA           | Dave Bickers   | Greeves     |
| XII   | 1963 | Jeff Smith   | BSA           | Dave Bickers   | Greeves     |
| XIII  | 1964 | Jeff Smith   | BSA           | Dave Bickers   | Greeves     |
| XIV   | 1965 | Jeff Smith   | BSA           | Dave Bickers   | Greeves     |
| XV    | 1966 | Dave Bickers | ČZ            | Freddie Mayes  | Greeves     |
| XVI   | 1967 | Jeff Smith   | BSA           | Alan Clough    | Husqvarna   |
| XVII  | 1968 | John Banks   | BSA           | Malcolm Davis  | AJS         |
| XVIII | 1969 | John Banks   | BSA           | Bryan Wade     | Greeves     |
| XIX   | 1970 | Bryan Goss   | Husqvarna     | Malcolm Davis  | AJS         |
| XX    | 1971 | John Banks   | BSA/Husqvarna | Bryan Wade     | Husqvarna   |
| XXI   | 1972 | Bryan Wade   | Husqvarna     | Andy Roberton  | Husqvarna   |

| Ed.   | Any  | 500 cc     | 500 cc      | 250 cc        | 250 cc      | 125 cc     | 125 cc      |
| Ed.   | Any  | Campió     | Motocicleta | Campió        | Motocicleta | Campió     | Motocicleta |
| ----- | ---- | ---------- | ----------- | ------------- | ----------- | ---------- | ----------- |
| XXII  | 1973 | John Banks | Cheney BSA  | Malcolm Davis | Bultaco     | Bryan Wade | Husqvarna   |
| XXIII | 1974 | Vic Allan  | Bultaco     | Vic Allan     | Bultaco     | Bryan Wade | Suzuki      |

Notes
1. ↑  Entre 1951 i 1965, el campionat britànic s'anomenà oficialment ACU Scramble Drivers' Star
2. ↑  D'ençà de 1966, el campionat britànic s'anomena oficialment British Motocross Championship

### Segona etapa (1975-2003)
| Ed.    | Any  | Open         | Open        |
| Ed.    | Any  | Campió       | Motocicleta |
| ------ | ---- | ------------ | ----------- |
| XXIV   | 1975 | Vic Allan    | Bultaco     |
| XXV    | 1976 | Graham Noyce | Maico       |
| XXVI   | 1977 | Graham Noyce | Maico       |
| XXVII  | 1978 | Graham Noyce | Honda       |
| XXVIII | 1979 | Graham Noyce | Honda       |

| Ed.     | Any  | Open          | Open          | 250 cc          | 250 cc      | -               | -        |
| Ed.     | Any  | Campió        | Motocicleta   | Campió          | Motocicleta | -               | -        |
| ------- | ---- | ------------- | ------------- | --------------- | ----------- | --------------- | -------- |
| XXIX    | 1980 | Geoff Mayes   | Maico         | Jonathan Wright | Suzuki      | -               | -        |
|         |      | 500 cc / Open | 500 cc / Open | 250 cc          | 250 cc      | 125 cc          | 125 cc   |
| XXX     | 1981 | Graham Noyce  | Honda         | Jonathan Wright | Kawasaki    | Jonathan Wright | Kawasaki |
| XXXI    | 1982 | Neil Hudson   | Maico         | Dave Thorpe     | Kawasaki    | Peter Mathia    | Yamaha   |
| XXXII   | 1983 | Dave Thorpe   | Honda         | Jeremy Whatley  | Suzuki      | Roger Harvey    | Yamaha   |
| XXXIII  | 1984 | Dave Thorpe   | Honda         | Jeremy Whatley  | Suzuki      | Paul Hunt       | Cagiva   |
| XXXIV   | 1985 | Dave Thorpe   | Honda         | Jeremy Whatley  | Kawasaki    | Paul Hunt       | Cagiva   |
| XXXV    | 1986 | Dave Thorpe   | Honda         | Dave Watson     | Honda       | Greg Hanson     | Kawasaki |
| XXXVI   | 1987 | Dave Thorpe   | Honda         | Jeremy Whatley  | Suzuki      | Alan Morrison   | Honda    |
| XXXVII  | 1988 | Kurt Nicoll   | Kawasaki      | Andy Nicholls   | Honda       | Mark Banks      | Honda    |
| XXXVIII | 1989 | Kurt Nicoll   | Kawasaki      | Rob Herring     | Suzuki      | James Dobb      | Honda    |
| XXXIX   | 1990 | Kurt Nicoll   | KTM           | James Dobb      | Honda       | Rob Herring     | Suzuki   |
| XL      | 1991 | Kurt Nicoll   | KTM           | Rob Herring     | Honda       | Rob Herring     | Honda    |
| XLI     | 1992 | Kurt Nicoll   | KTM           | Kurt Nicoll     | KTM         | Rob Herring     | Honda    |
| XLII    | 1993 | Kurt Nicoll   | Honda         | Kurt Nicoll     | Honda       | Paul Cooper     | Yamaha   |

| Ed.    | Any  | Open            | Open        | 125 cc          | 125 cc      |
| Ed.    | Any  | Campió          | Motocicleta | Campió          | Motocicleta |
| ------ | ---- | --------------- | ----------- | --------------- | ----------- |
| XLIII  | 1994 | Kurt Nicoll     | KTM         | Neil Prince     | Kawasaki    |
| XLIV   | 1995 | Paul Cooper     | Honda       | Jocke Karlsson  | Honda       |
| XLV    | 1996 | Rob Herring     | Honda       | Paul Malin      | Yamaha      |
| XLVI   | 1997 | Jocke Karlsson  | Honda       | Paul Malin      | Yamaha      |
| XLVII  | 1998 | Jocke Karlsson  | Honda       | James Dobb      | Honda       |
| XLVIII | 1999 | Paul Malin      | Yamaha      | James Dobb      | Suzuki      |
| XLIX   | 2000 | Gordon Crockard | Honda       | James Dobb      | KTM         |
| L      | 2001 | Gordon Crockard | Honda       | Brian Jorgensen | Yamaha      |
| LI     | 2002 | Paul Cooper     | KTM         | Stephen Sword   | KTM         |
| LII    | 2003 | Gordon Crockard | Honda       | Stephen Sword   | KTM         |

Notes
1. ↑  Entre el 1975 i el 1979, les dues categories principals (500cc i 250cc) es fusionaren en una de sola, amb un topall de 500cc per als motors
2. ↑  Segons una altra font, el campió de 500cc de 1991 fou Jeremy Whatley, amb Kawasaki
3. ↑  Segons una altra font, el campió de 250cc de 1992 fou Rob Herring, amb Honda

### Tercera etapa (2004-Actualitat)
A 1 de desembre de 2024
| Ed.    | Any  | MX1                    | MX1                    | MX2                    | MX2                    |
| Ed.    | Any  | Campió                 | Motocicleta            | Campió                 | Motocicleta            |
| ------ | ---- | ---------------------- | ---------------------- | ---------------------- | ---------------------- |
| LIII   | 2004 | Josh Coppins           | Honda                  | Stephen Sword          | Kawasaki               |
| LIV    | 2005 | Josh Coppins           | Honda                  | Carl Nunn              | KTM                    |
| LV     | 2006 | Ken de Dycker          | Honda                  | Carl Nunn              | KTM                    |
| LVI    | 2007 | Billy Mackenzie        | Kawasaki               | Mike Brown             | Honda                  |
| LVII   | 2008 | Billy Mackenzie        | Honda                  | Shaun Simpson          | KTM                    |
| LVIII  | 2009 | Bradley Anderson       | Honda                  | Stephen Sword          | KTM                    |
| LIX    | 2010 | Evgeny Bobryshev       | Honda                  | Zach Osborne           | Yamaha                 |
| LX     | 2011 | Bradley Anderson       | Honda                  | Arnaud Tonus           | Yamaha                 |
| LXI    | 2012 | Kevin Strijbos         | KTM                    | Elliott Banks          | KTM                    |
| LXII   | 2013 | Kristian Whatley       | Honda                  | Elliott Banks          | KTM                    |
| LXIII  | 2014 | Shaun Simpson          | KTM                    | Matiss Karro           | KTM                    |
| LXIV   | 2015 | Shaun Simpson          | KTM                    | Steven Lenoir          | KTM                    |
| LXV    | 2016 | Tommy Searle           | Kawasaki               | Adam Sterry            | KTM                    |
| LXVI   | 2017 | Graeme Irwin           | Honda                  | Ben Watson             | KTM                    |
| LXVII  | 2018 | Evgeny Bobryshev       | Suzuki                 | Conrad Mewse           | KTM                    |
| LXVIII | 2019 | Tommy Searle           | Kawasaki               | Dylan Walsh            | Husqvarna              |
|        | 2020 | No disputat (COVID-19) | No disputat (COVID-19) | No disputat (COVID-19) | No disputat (COVID-19) |
| LXIX   | 2021 | Tommy Searle           | Honda                  | Conrad Mewse           | KTM                    |
| LXX    | 2022 | Tommy Searle           | Honda                  | Conrad Mewse           | KTM                    |
| LXXI   | 2023 | Conrad Mewse           | Honda                  | Isak Gifting           | Gas Gas                |
| LXXII  | 2024 | Jeffrey Herlings       | KTM                    | Cas Valk               | KTM                    |

## Estadístiques

### Campions amb més de 3 títols
A 1 de desembre de 2024
| Pilot          | Títols | Categories                      |
| -------------- | ------ | ------------------------------- |
| Jeff Smith     | 9      | 9 x 500cc                       |
| Kurt Nicoll    | 9      | 7 x 500cc/Open, 2 x 250cc       |
| Dave Thorpe    | 6      | 5 x 500cc, 1 x 250cc            |
| Dave Bickers   | 6      | 1 x 500cc, 5 x 250cc            |
| Rob Herring    | 6      | 1 x Open, 2 x 250cc, 3 x 125cc  |
| Graham Noyce   | 5      | 5 x 500cc/Open                  |
| Bryan Wade     | 5      | 1 x 500cc, 2 x 250cc, 2 x 125cc |
| James Dobb     | 5      | 1 x 250cc, 4 x 125cc            |
| Tommy Searle   | 4      | 4 x MX1                         |
| John Banks     | 4      | 4 x 500cc                       |
| Jeremy Whatley | 4      | 4 x 250cc                       |
| Conrad Mewse   | 4      | 1 x MX1, 3 x MX2                |
| Stephen Sword  | 4      | 4 x 125cc                       |

## Llista de circuits emprats
Font:
A 31 de desembre de 1974 (la llista recull els principals circuits que es van fer servir al campionat durant el període comprès entre el 1960 i el 1974).
| Circuit             | Població                       | Comtat          | Esdeveniments principals                          | Grans Premis                              |
| ------------------- | ------------------------------ | --------------- | ------------------------------------------------- | ----------------------------------------- |
| Brownrigg Fell      | Penrith                        | Cumberland      | Cumberland GN                                     |                                           |
| Carlton Bank        | Redcar                         | Yorkshire       | Cleveland GN                                      |                                           |
| Cuerden Park        | Preston                        | Lancashire      | Lancashire GN                                     |                                           |
| Hatherton Hall      | Nantwich                       | Cheshire        | Cheshire GN                                       |                                           |
| Hawkstone Park      | Weston-under-Redcastle         | Shropshire      | • Midland Championship • Brian Stonebridge Trophy | GP de Gran Bretanya 500cc 1954-1965       |
| Titlton on the Hill | Harborough District            | Leicestershire  | Tilton Moto Cross                                 |                                           |
| Builth Wells        | Builth Wells                   | Powys           | Kidston GN                                        |                                           |
| Corse Hill          | Tirley (prop de Gloucester)    | Gloucestershire | • Gloucester GN • Tirley Championship             |                                           |
| Shrubland Park      | Ipswich                        | Suffolk         | Shrubland GN                                      | GP de Gran Bretanya 250cc 1960-1961       |
| Little Loveney Hall | Wakes Colne (prop de Halstead) | Essex           | Essex GN                                          | GP de Gran Bretanya 250cc 1967            |
| Nympsfield          | Stroud                         | Gloucestershire | Cotswold Scramble                                 |                                           |
| Hadleigh            | Southend                       | Essex           | Spring Bank Holiday Monday Scramble               |                                           |
| Beenham Park        | Reading                        | Berkshire       | Jackpot Scramble                                  | GP de Gran Bretanya 250cc 1958-1959       |
| Farleigh Castle     | Trowbridge                     | Wiltshire       | Mayburg Scramble (fins al 1973)                   | GP de Gran Bretanya 500cc 1966-1972       |
| Higher Wick Farm    | Glastonbury                    | Somerset        | Wessex Scramble                                   | GP de Gran Bretanya 250cc 1962-1963, 1965 |
| Leighton            | Frome                          | Somerset        | Rob Walker Scramble                               |                                           |
| Matchams Park       | Ringwood                       | Hampshire       | Hants GN i, més tard, Hants GI                    |                                           |
|                     |                                |                 |                                                   |                                           |
| Belmont             | Durham                         | Durham          | Belmont GN                                        |                                           |
| Halton              | Morecambe                      | Lancashire      | Lancashire GN (1962)                              |                                           |
| Nether Silton       | Thirsk                         | Yorkshire       | Cleveland GN (des de 1972)                        |                                           |
| Boltby              | Thirsk                         | Yorkshire       | • North vs South • Thirsk International           |                                           |
| Cadwell Park        | Louth                          | Lincolnshire    | Lincolnshire GN                                   | GP de Gran Bretanya 250cc 1964            |
| West Stow Heath     | Bury St Edmunds                | Suffolk         | St Edmunds GN                                     |                                           |
| Elsworth            | Cambridge                      | Cambridgeshire  | Cambridge GN                                      |                                           |
| Larkstone           | Ilmington                      | Warwickshire    | Expert's GN (1963-1965)                           |                                           |
| Hintlesham Park     | Ipswich                        | Suffolk         | Shrubland Trophy (1966-1967)                      |                                           |
| Stepaside           | Saundersfort                   | Pembrokeshire   | Pembrokeshire GN                                  |                                           |
| Dodington Park      | Old Sodbury                    | Gloucestershire |                                                   | GP de Gran Bretanya 250cc 1968-1972       |
| Picwick Lodge       | Corsham                        | Wiltshire       | Mayburg Scramble (des de 1974)                    |                                           |
| Padworth Park       | Reading                        | Berkshire       | Bargepole Scramble                                |                                           |
| North Radworthty    | Exmoor                         | Devon           |                                                   |                                           |
| Chard               | Chard                          | Somerset        |                                                   |                                           |

Notes
1. ↑  S'indica l'entitat de població més propera al circuit
2. ↑  En cas d'haver-s'hi celebrat algun Gran Premi del Campionat del món, se n'indica la cilindrada i els anys en què s'hi va disputar
3. ↑  GN: "Grand National", cursa de prestigi que acostumava a puntuar per al Campionat britànic
4. ↑  GI: "Grand International", nom amb què es distingien determinats GN quan esdevenien reconeguts a altres països i acollien participants estrangers d'alt nivell

## El motocròs al Regne Unit

### Scramblei Motocròs
Scramble és un verb i substantiu anglès que té diverses accepcions, entre elles les d'"embolic", "lluita" i "enfilar-se de forma ràpida o maldestra per un pendent pronunciat, un mur o un terreny aspre". Històricament, l'esport del motocròs s'anomenà així al Regne Unit -«Scramble» o «Scrambling»- ja des del primer esdeveniment que es podria definir com a motocròs: el Southern Scott Scramble que organitzà el 1924 el Camberley Club de Surrey. Es tractava d'una rèplica del club del sud d'Anglaterra al famós Scott Trial que s'organitzava anualment al nord, als erms de Yorkshire, des del 1919. Tot i que els de Camberley volien anomenar la seva prova Southern Scott Trial, l'ACU els va demanar que en canviessin el nom perquè la seva no era ben bé una prova de trial, ja que a Camberley havien decidit ometre els punts de sanció i premiar simplement el participant que completés abans el recorregut. Durant les posteriors deliberacions dels organitzadors per a triar un nom alternatiu, el comentari espontani d'un d'ells els va fer decantar per aquest. Sembla que el participant a la reunió va exclamar: «Whatever we call it, it will be a rare old scramble!» ("Li diguem com li diguem, serà una escalada difícil"). Finalment, la prova es va disputar amb aquest nom a Camberley Heath (els descampats que envolten la ciutat), on els participants havien de fer dues voltes, una al mati i l'altra a la tarda, a un recorregut de més de 30 milles -vora 50 km- dins el qual hi havia dos turons costeruts i una llarga recta de tres milles on els més ràpids assolien velocitats de 65 mph (105 km/h). El guanyador, un tal AB Sparks, conduïa casualment una Scott.

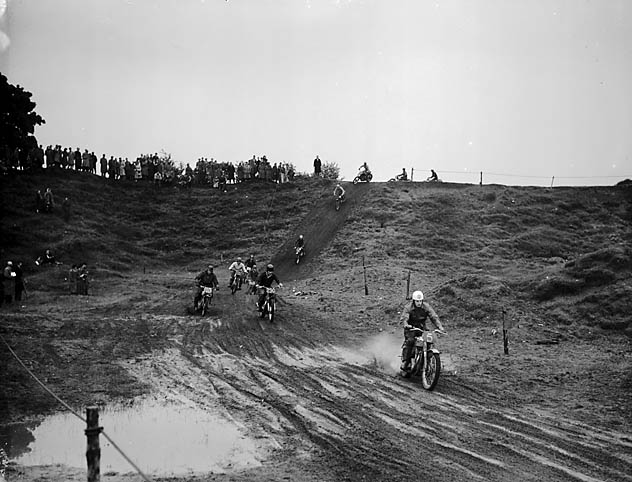
Un Scramble a Gal·les el 1954

Malgrat que el motocròs nasqué, doncs, al Regne Unit com a Scramble, un cop s'escampà a la resta d'Europa agafà el nom que li donaren en francès, Moto-Cross (de "motocicleta" i "cross-country"), la qual cosa va fer pensar durant anys, erròniament, que era un esport sorgit a França o a Bèlgica. Al Regne Unit, però, aquest nom alternatiu no s'acabà imposant fins al tombant de la dècada del 1960. A banda del nom, hi havia certes diferències entre allò que s'entenia per "moto-cross" (en català, motocròs) al continent i l'"scrambling" britànic. Si les proves de motocròs continentals consistien a dues curses, anomenades "mànegues", de 45 minuts de durada (i el guanyador era qui més bon resultat obtenia en el recompte global de les dues), els scrambles britànics constaven de diverses curses eliminatòries de curta durada (uns 10-15 minuts) anomenades heats, i una final més llarga, tal com es fa encara avui dia a les competicions de speedway.
A mesura que el motocròs s'anava popularitzant arreu d'Europa, diversos clubs britànics van començar a programar curses d'estil "motocròs" (a dues mànegues de 45 minuts, o tres de 30), a més de les de "scramble" clàssic que seguien organitzant. De mica en mica, però, la modalitat europea s'acabà imposant i, amb ella, el nom de l'esport. Si el primer campionat britànic de motocròs s'anomenava ACU Scramble Drivers' Star (1951-1965), d'ençà de 1966 canvià el nom pel de British Motocross Championship. Al tombant de dècada, el nom de Scramble va caure definitivament en desús.

### Els primers anys
Després del primer Southern Scott Scramble, les curses fora d'asfalt d'aquest format varen anar arrelant a l'illa durant les dècades del 1920 i 1930, com també ho feia per la seva banda el trial, però fou un cop acabada la Segona Guerra Mundial quan la seva popularitat cresqué de forma exponencial. Al tombant de la dècada del 1950, fabricants com ara BSA, Matchless i Ariel començaren a desenvolupar models Sports específics per a aquesta especialitat, equipats amb avenços tècnics (especialment, l'aleshores innovadora forquilla telescòpica) que els feien molt més practicables. Pilots com ara Bill Nicholson, Harold Lines, Jim Alves, Basil Hall i fins i tot Geoff Duke destacaren en competicions arreu del país, i molts d'ells dominaren les primeres edicions del Motocross des Nations, la principal prova internacional del calendari (instaurada el 1947).

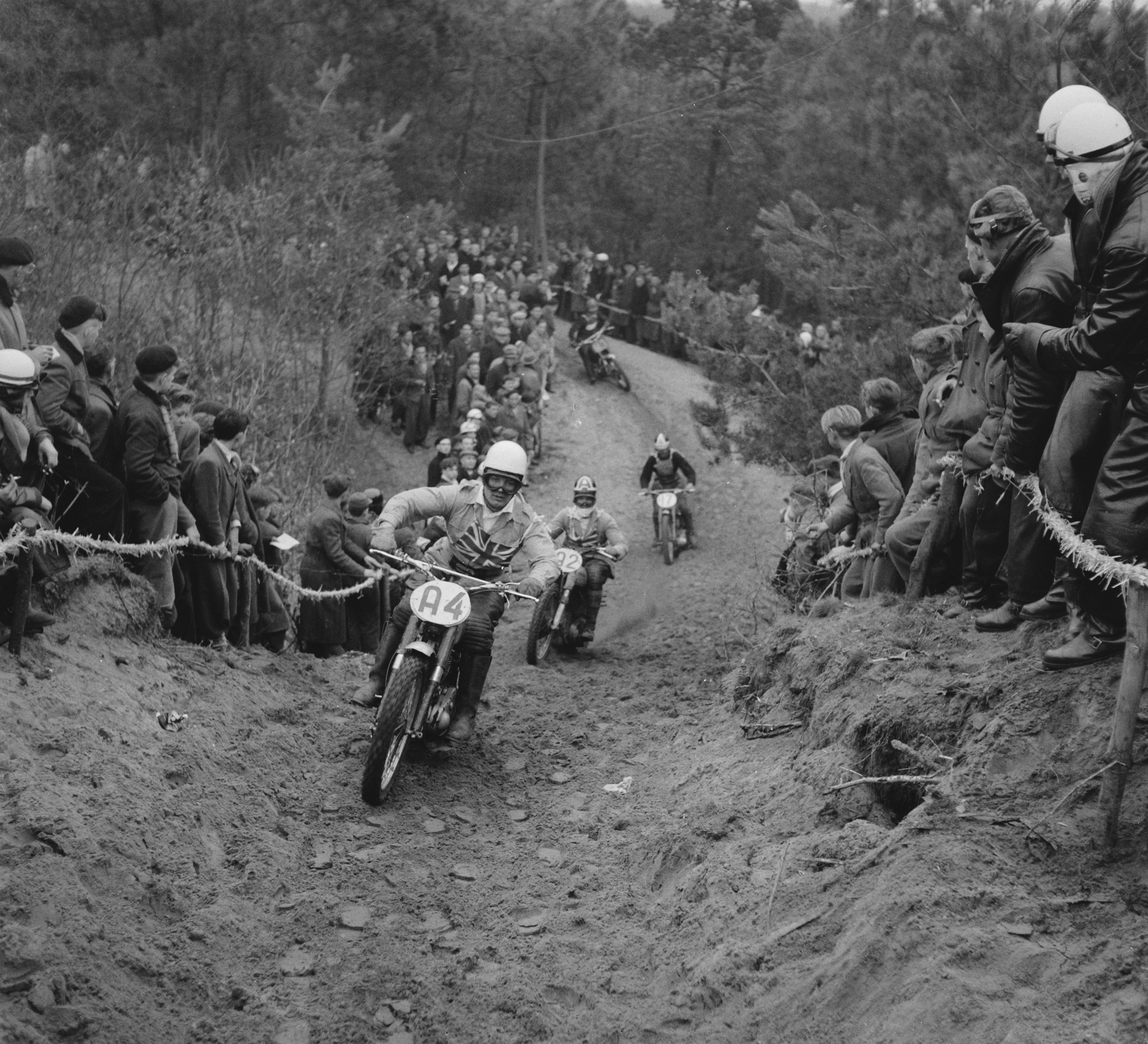
Geoff Ward (BSA) i Leslie Archer (Norton) a Boekel el 1956

La introducció d'un nou avenç tecnològic, el basculant posterior, fou un punt d'inflexió que convertí les curses de scramble en quelcom encara més espectacular i, per tant, més atractiu per al públic. El 1951, l'ACU creà el primer campionat britànic, l'ACU Scramble Drivers' Star. Malgrat que fins aleshores, els britànics (habituats a les curtes heats classificatòries dels scrambles) no estaven gaire familiaritzats amb el motocròs d'estil "europeu", amb curses de 40 minuts o més, aviat s'hi varen adaptar. A començaments de la dècada del 1950 sorgiren nous valors que varen destacar també en competicions europees: Brian Stonebridge, Les Archer, John Draper, John Avery i Geoff Ward varen dominar les primeres edicions del Campionat d'Europa, instaurat el 1952. Ja durant aquella primera edició, se celebrà a Nympsfield, Gloucestershire, el primer Gran Premi de Gran Bretanya (13 de setembre). L'estrena fou reeixida i tres anglesos ocuparen el podi: Brian Stonebridge, Phil Nex i Derek Rickman, en aquest ordre. També el 1952, John Avery fou el primer anglès a guanyar un Gran Premi fora del Regne Unit, concretament el de Suècia (Saxtorp, 24 d'agost); el 1955, John Draper fou el primer Campió d'Europa anglès i el 1956, Leslie Archer fou el primer Campió d'Europa a guanyar el títol amb la màxima puntuació possible (quatre victòries de quatre possibles).
Al campionat britànic, Jeff Smith inicià el 1955 una llarga ratxa que acabà amb un total de 9 títols estatals. També el 1955, amb motiu del Gran Premi de la Gran Bretanya a Hawkstone Park (3 de juliol), l'entitat organitzadora Salop Club fou la pionera a disputar els Grans Premis del campionat d'Europa a dues mànegues, havent-les d'acabar totes dues els pilots per a poder obtenir punts al campionat. No fou fins al 1973 que les dues mànegues passaren a computar de forma independent, de manera que ja no calia completar-les totes dues per a puntuar. Al campionat britànic, el sistema de mànegues no s'aplicà fins al 1968, quan les curses puntuables canviaren de format i passaren a fer-se també a dues manegues, de 30 minuts més dues voltes cadascuna.

### Les motos
Al tombant de la dècada del 1950, Bill Barugh sacsejà el món dels scrambles amb una petita DOT equipada amb un motor de dos temps Villiers, obra de Burnard Scott Wade. Si fins aleshores, aquest esport estava monopolitzat per feixugues motocicletes de quatre temps i grans cilindrades, al voltant dels 500 cc, a partir de Barugh començaren a aparèixer-ne de 125 i 200 cc que sorprenien per les seves possibilitats. Aquelles motos es conegueren com a lightweight ("lleugeres"). El 1954, Brian Stonebridge desenvolupà la primera BSA lleugera, la Bantam 125, força competitiva. El 1957, Bertram Greeves -un dels pioners a proposar motors de dos temps per a l'scramble des de Thundersley, Essex- fitxà Brian Stonebridge i aquest triomfà a escala nacional i internacional amb les lleugeres Greeves, propulsades per motors Villiers o NSU. En aquella època, diversos fabricants apostaren per motos lightweight equipades amb motor Villiers: Cotton, DMW, Francis-Barnett, James i Norman. Al continent, fabricants com ara ČZ, Husqvarna i Maico dominaven amb aquesta mena de motos el Campionat d'Europa de 250cc, instaurat el 1957 com a Coup d'Europe. El 1960, l'ACU creà també la classe dels 250cc dins el campionat britànic, ja que la popularitat de les lightweight -quasi totes amb motors de 125, 197 i 250 cc Villiers- anava en augment (el 1973 s'hi afegí una nova classe, la dels 125cc).
Mentrestant, la tecnologia dels quatre temps també evolucionava. Els germans Rickman (Don i Derek) crearen a New Milton, Hampshire, motos d'aquesta mena molt millorades, tot emprant els millors i més lleugers components britànics disponibles. Les seves Métisse eren efectives i populars, però la seva empresa no creixia com s'esperaven per la manca de regularitat en el subministrament dels motors, ja que BSA, Triumph i AMC els en proporcionaven en poca quantitat i de forma espaiada. Uns anys més tard, els Rickman decidiren provar amb els motors de dos temps i s'associaren amb Bultaco, associació que donà peu al llançament de la Bultaco Métisse el 1964.

### ElsTV Scrambles
Si alguna cosa caracteritzà el motocròs britànic durant la dècada dels 1960 foren els anomenats TV Scrambles, les retransmissions televisives de curses en directe que s'emetien en horari de màxima audiència, dissabte a la tarda, dins programes esportius de gran seguiment com eren el Grandstand de la BBC i el World of Sport de la ITV. Els TV Scrambles van fer que el motocròs assolís encara més popularitat al país i que, durant anys, els principals pilots que hi participaven esdevinguessin estrelles mediàtiques. Pilots com ara els germans Rickman, Arthur Lampkin, John Burton, Chris Horsfield, Bryan Goss, Dave Nicoll, Vic Eastwood o John Banks eren coneguts i seguits pel gran públic, però els més populars de tots eren Dave Bickers i Jeff Smith.